# Jorginho (ur. 1985)
Jorge Pereira da Silva (ur. 4 grudnia 1985) – brazylijski piłkarz występujący na pozycji napastnika.

## Kariera piłkarska
Od 2004 roku występował w Nagoya Grampus Eight, Sanfrecce Hiroszima, Tokushima Vortis, FC Gifu, EC Bahia, Mixto, Águia Negra, Al-Mabarrah, Qormi, Kecskeméti TE, Hibernians i Khaleej.